# Riitta Vainio

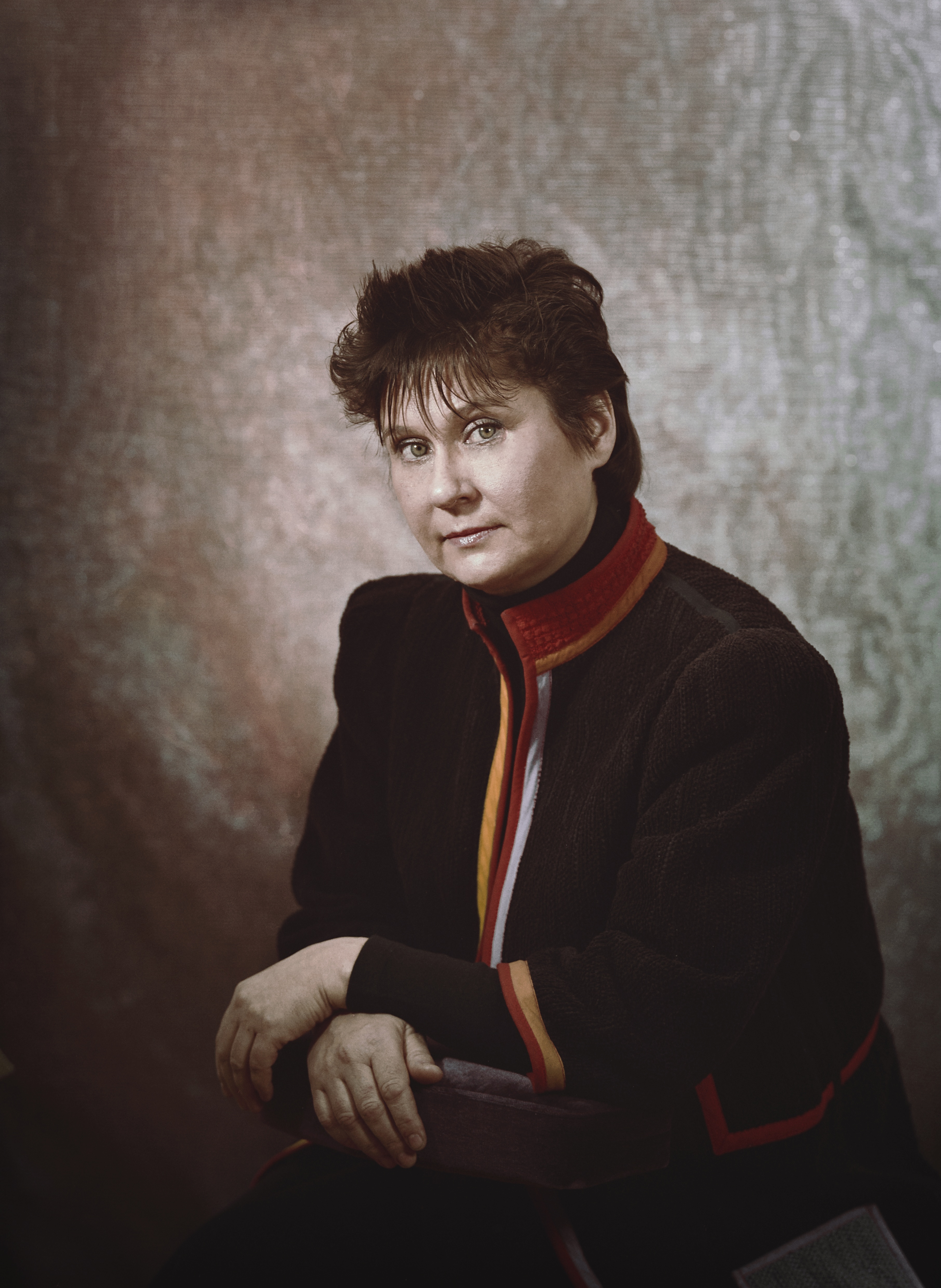
Riitta Vainio år 1986

Riitta Vainio, född 13 februari 1936 i Viiala, död 16 januari 2015 i Esbo, var en finländsk dansare, koreograf, pedagog och dansterapeut.
Vainio utbildade sig till gymnastiklärare vid Helsingfors universitet 1958 och till danspedagog vid Philadelphia Musical Academy 1962. Hon vidareutbildade sig i olika repriser till dansterapeut.
Hon anses vara den som introducerade den moderna dansen i Finland. Hennes televiserade uppträdande i verket Kotka 1962 räknas som ett startskott för hela genren.
Vainio har undervisat i dans och rörelse vid olika läroinrättningar. Många yrkesdansare utbildades av henne vid Modernin tanssin koulu och Suomen modernin tanssitaiteen opisto på 1960-talet. Detta skapade en grund för de första professionella dansgruppernas uppkomst på 1970-talet. Hon undervisade även vid Sibelius-Akademin och vid det av henne grundade kurscentret Luova kasvu.
Vainio hade en egen dansgrupp sedan 1962 och gjorde hundratals koreografier för den och för sig själv.

## Utmärkelser
- Pro Finlandia-medaljen av Finlands Lejons orden,  6 december 2004[1]

[Redigera Wikidata]